# 表面雨量指数
表面雨量指数 (ひょうめんうりょうしすう) とは、短時間強雨による浸水危険度の高まりを把握するための指標である。 地面の被覆状況や地質、地形勾配などを考慮して、降った雨が地表面にどれだけ溜まっているかを、タンクモデルを用いて数値化したもので、2017年（平成29年）度出水期より大雨警報（浸水害）・大雨注意報の判断基準に用いられている。

## 概要
降った雨が地中に浸み込みやすい山地や水はけのよい傾斜地では、雨水が溜まりにくいという特徴がある一方、地表面の多くがアスファルトで覆われている都市部では、雨水が地中に浸み込みにくく地表面に溜まりやすいという特徴がある。表面雨量指数は、こうした地面の被覆状況や地質、地形勾配などを考慮して、降った雨が地表面にどれだけ溜まっているかを、タンクモデルを用いて数値化したものである。表面雨量指数は、各地の気象台が発表する大雨警報（浸水害）・大雨注意報の判断基準に用いられる。
表面雨量指数そのものは相対的な浸水危険度を示した指標であるが、表面雨量指数を大雨警報（浸水害）等の基準値と比較することで浸水害発生の危険度（重大な浸水害が発生するおそれがあるかどうかなど）を判断することができる。この大雨警報（浸水害）等の基準値は、過去の浸水害発生時の表面雨量指数を調査した上で設定しているため、指数計算では考慮されていない要素（下水道等のインフラの整備状況の違いなど）も基準値には一定程度反映されている。浸水害発生の危険度を判定した結果は「大雨警報（浸水害）の危険度分布」で確認できる。

## 計算
表面雨量指数の計算は、降った雨が地表面を流出したり、土壌のより深いところに浸透したりする過程を表現するためにタンクモデルが使用される。タンクモデルのタンク側面には水がまわりに流れ出すことを表す流出孔が、底面には水がより深いところに浸み込むことを表す浸透孔がある。表面雨量指数は、タンクモデルで算出した流出量（側面の孔から出てくる水量）に地形補正係数を乗じたもので、降った雨が河川に流れ出るまでの地表面付近の水の流れ（これを表面流出流と呼ぶ）の強弱により浸水危険度を表すことをイメージした指標である。
流出量の算出は、都市用と非都市用の二種類のタンクモデルを都市化率に応じて使い分けている。流出量の算出は、地面の被覆状態を適切に評価することが重要である。特に、地表面の多くがアスファルトに覆われる都市部では、雨水の地中への浸透が少なく、降った雨は急速に河川に流れ込むという流出特性があるため、都市用タンクモデルは、流出が非常に早く、また、ピーク流量も大きくなるようなパラメータ設定をした直列5段のタンクモデルを使用している。一方、非都市用タンクモデルは、地質に応じて流出特性が異なることを反映するように地質に応じた5種類の直列3段タンクモデルを使い分けている。
地形補正係数は、浸水害発生に対する地形勾配の負の寄与を表すために導入したパラメータである。地形勾配の負の寄与とは、勾配が急な場所ほど降雨は速やかに下流へ排出されるため、その場所では水が溜まりにくく、すなわち浸水しにくいというものである。このような地形勾配による負の寄与は、タンクモデルによる流出量の計算では考慮しておらず、地形勾配を変数とした補正係数により補正して表面雨量指数を計算している。
表面雨量指数の計算処理の主な特徴としては、次の3点が挙げられる。
1. 浸水の発生状況は、細かな地形の凹凸や地表面の被覆状況に大きく左右される。そこで、タンクモデルによる流出量の算出や地形補正係数による補正処理は250mメッシュごとに行い、できるだけ詳細な地理分布情報を反映させるようにしている。ただし、最終的な出力は250mメッシュの最大値をとった1kmメッシュごとである[2]。
2. 流出量は、該当250mメッシュの集水域（上流域）を対象に算出している。この集水域及び集水域内の地表面の被覆状況は、100mメッシュの標高・土地利用データを用いて、それぞれ設定している[2]。
3. 地形補正係数の変数には、地形勾配の負の寄与をより明確に反映させるため、当該メッシュの下流方向のメッシュのみを対象とした平均勾配を用いている[2]。

### 集水域の定義
非都市用タンクモデル及び都市用タンクモデルは1kmメッシュごとに計算するが、実際の流出量は一定範囲の集水域を対象として250mメッシュごとに算出する。なお、集水域は次のように定義される。
1. 対象領域は半径1kmの円の範囲内で定義する[2]。
2. 100mメッシュ標高を用いて、該当メッシュの集水域を定義する。具体的には，該当メッシュと周辺メッシュの標高差から上流メッシュを特定し、特定した上流メッシュについて周辺メッシュとの標高差からさらにその上流を特定する。これを繰り返すことで上流メッシュを追跡探索し、最終的に半径1kmの円の範囲内にある上流メッシュを集水域と定義する[2]。
3. 集水域と定義されたメッシュについて、100mメッシュ土地利用データから都市メッシュ（建物用地、道路、鉄道）と非都市メッシュ（田、その他農用地、森林、荒地、ゴルフ場、その他用地）のいずれかに分類する[2]。
4. 該当250mメッシュを含む1kmメッシュ及びその1km メッシュに隣接する8つの1kmメッシュのそれぞれに対し、集水域の都市メッシュ数と非都市メッシュ数を算出する[2]。